# 西夏行政區劃
西夏以到首都中興府（興慶府）的遠近，將其國土分爲「世界（京師）」「地中（內地）」「地邊（邊境）」三個部分（地中和地邊又合稱「邊中」）。西夏在京師有類似中原王朝的府、州、郡、县設置，而在邊中地區則爲經略司——監軍司——城池三級體系，相當於遼、宋、金等中原王朝的路——府、州——縣體系。其城池雖有州、郡、縣、城、寨、堡、鎮、軍之名，卻並無中原王朝的州縣體系。《宋史·夏國傳》《武經總要》《輿地廣記》《西夏地形圖》《天盛律令》《雜字》等宋人、西夏人文獻均對西夏行政區劃有記載，但多有不同。

## 京畿地區
根據《天盛律令》，西夏的京畿地區分爲「中興府」與「五州地」:485,529,531。中興府轄華陽、治源:363「南北二縣」:485。五州地從北到南依次是定遠縣（定州）、懷遠縣（懷州）、臨河縣（永州）、保靜縣（靜州）與靈武郡（順州）:363。南北二縣與五州地合稱「京師界七種郡縣」:319。

### 中興府
| 政區名 | 宋人記載 | 等級   | 職官                           | 治所                                                          |
| ------ | -------- | ------ | ------------------------------ | ------------------------------------------------------------- |
| 中興府 | 興慶府   | 次等司 | 八正、八承旨 八都案 二十六案頭 | 宋靈州懷遠鎮，今寧夏銀川市興慶區老城:34，華陽、治源爲附郭二縣 |
| 華陽縣 | 無       | 中等司 | 四大人 二都案 四案頭           | 宋靈州懷遠鎮，今寧夏銀川市興慶區老城:34，華陽、治源爲附郭二縣 |
| 治源縣 | 無       | 中等司 | 四大人 二都案 四案頭           | 宋靈州懷遠鎮，今寧夏銀川市興慶區老城:34，華陽、治源爲附郭二縣 |

### 五州地
| 政區名 | 宋人記載 | 等級   | 職官                                 | 治所                                                       |
| ------ | -------- | ------ | ------------------------------------ | ---------------------------------------------------------- |
| 定遠縣 | 定州     | 下等司 | 二城主、二通判、二經判 二都案 三案頭 | 宋靈州定遠鎮，今寧夏平羅縣姚伏鎮東南1.5公里定遠故城:35-36  |
| 懷遠縣 | 懷州     | 下等司 | 二城主、二通判、二經判 二都案 三案頭 | 唐懷遠縣舊址（飲汗城），今寧夏銀川市興慶區掌政鎮窪路村遺址 |
| 臨河縣 | 永州     | 下等司 | 二城主、二通判、二經判 二都案 三案頭 | 宋靈州臨河鎮，今寧夏永寧縣楊和鎮:38                        |
| 保靜縣 | 靜州     | 下等司 | 二城主、二通判、二經判 二都案 三案頭 | 宋靈州保靜鎮，今寧夏永寧縣望洪鎮南:39                      |
| 靈武郡 | 順州     | 下等司 | 二城主、二通判、二經判 二都案 三案頭 | 宋靈州靈武鎮，今寧夏青銅峽市邵崗鎮西:38-39                 |

## 邊中監軍司、刺史與轉運司
《宋史·夏國傳》稱西夏大慶元年（1036年）時「有夏、銀、綏、宥、靜、靈、鹽、會、勝、甘、涼、瓜、沙、肅，而洪、定、威、龍皆即堡鎮號州，仍居興州，阻河依賀蘭山爲固」、凡十九州，而西夏鼎盛時期「河之內外，州郡凡二十有二。河南之州九：曰靈、曰洪、曰宥、曰銀、曰夏、曰石、曰鹽、曰南威、曰會。河西之州九：曰興、曰定、曰懷、曰永、曰凉、曰甘、曰肅、曰瓜、曰沙。熙、秦河外之州四：曰西寧、曰樂、曰廓、曰積石」，仿佛西夏也如中原王朝那般採用州縣制度。然而，西夏文獻《文海》云，州「此者陣城也，壁壘之謂也」:474，反映出西夏絕大多數的州僅是城池、堡寨之名號，並非遼、宋、金等中原王朝那樣的中級政區；《宋史》羅列的西夏各州名目，僅代表了西夏的疆域範圍:708。西夏在經略司之下真正行使地方行政職能的，是各處監軍司、刺史與轉運司。

### 監軍司
根據《宋史·夏國傳》，西夏「有左右廂十二監軍司：曰左廂神勇、曰石州祥祐，曰宥州嘉寧、曰韋州靜塞、曰西壽保泰、曰卓囉和南、曰右廂朝順、曰甘州甘肅、曰瓜州西平、曰黑水鎮燕、曰白馬強鎮、曰黑山威福」，反映了西夏前期的情況。
到了天盛年間，西夏已增加到十七處「邊中監軍司」，分別爲北院、寧星、石州、東院、韋州、西壽、卓囉、南院、西院、肅州、瓜州、沙州、黑水、囉龐嶺、臥黑山、南地中、北地中，皆爲中等司:363,369-370。
| 政區名 | 宋人記載       | 治所                                                                                       |
| ------ | -------------- | ------------------------------------------------------------------------------------------ |
| 寧星   | 左廂神勇       | 初治明堂川彌陀洞，在今陕西榆林市榆林河流域。後治寧星，在陝西、內蒙古窟野河上游             |
| 石州   | 石州祥祐       | 治石州，今陝西榆林市橫山區波羅鎮波羅堡古城                                                 |
| 東院   | 宥州嘉宁       | 治宥州，今內蒙古鄂托克旗城川古城                                                           |
| 韋州   | 韦州静塞       | 今宁夏同心县                                                                               |
| 西壽   | 西寿保泰       | 初治西市城，今甘肃定西市安定區，後治天都山，今寧夏海原縣西華山，又移治今寧夏同心縣喊叫水鄉 |
| 卓囉   | 卓啰和南       | 今甘肃永登县城                                                                             |
| 南院   | 右厢朝顺       | 治西涼府                                                                                   |
| 西院   | 甘州甘肃       | 今甘肃山丹縣                                                                               |
| 肅州   | 無             | 治肅州，今甘肃酒泉市肅州區                                                                 |
| 瓜州   | 瓜州西平       | 治瓜州，今甘肃瓜州縣                                                                       |
| 沙州   | 無             | 治沙州，今甘肃敦煌市                                                                       |
| 黑水   | 黑水镇燕       | 今内蒙古额济纳旗黑水城                                                                     |
| 囉龐嶺 | 白马强镇       | 今内蒙古阿拉善左旗查干克日木古城                                                           |
| 臥黑山 | 黑山威福       | 元代兀剌海城，今内蒙古巴彥淖爾市臨河區高油房古城                                           |
| 北院   | 無             | 無考                                                                                       |
| 南地中 | 中砦 翔慶 靈州 | 治靈州東關鎮                                                                               |
| 北地中 | 無             | 無考                                                                                       |

### 刺史
西夏在二十處地方設有「邊中刺史」一人，視同中等司:365，除了十七處監軍司以外，還有五原郡（鹽州）、大都督府（靈州）、鳴沙軍三處:369。西夏的刺史不設置屬官，也不是地方軍政民政的主官，職能更接近漢代的刺史，廣泛監察吏政、錢糧、刑名、邊防、兵符等事務。
| 政區名   | 宋人記載      | 等級   | 治所                       |
| -------- | ------------- | ------ | -------------------------- |
| 大都督府 | 靈州 大都督府 | 次等司 | 治靈州，今寧夏吴忠市利通區 |
| 鳴沙軍   | 鳴沙縣        | 中等司 | 今寧夏中寧縣鳴沙鎮         |
| 五原郡   | 鹽州          | 中等司 | 今陝西定邊縣定邊新區遺址   |

### 轉運司
西夏還設置了十處「邊中轉運司」，包括：沙州、黑水、臥黑山、卓囉、南院、西院、肅州、瓜州、大都督府、寺廟山，皆爲下等司:363。除大都督府及地望不明的寺廟山外，其他轉運司都位於西夏河西地區。

### 其他重要地區
|西涼府
|西涼府
涼州
|今甘肅武威市
|-
|撫夷州
鎮夷郡
|宣化府
甘州
|今甘肅張掖市
|-

## 州

### 宋史記載
| 宋史西夏州列表 |                      |                    |
| 地区           | 州府军               | 今地名             |
| 河西           | 兴州（兴庆府，都城） | 宁夏银川市         |
| 河西           | 定州                 | 宁夏平罗县         |
| 河西           | 怀州                 | 宁夏银川市东       |
| 河西           | 永州                 | 宁夏永宁县         |
| 河西           | 凉州（西凉府）       | 甘肃武威市         |
| 河西           | 甘州（宣化府）       | 甘肃张掖市         |
| 河西           | 肃州                 | 甘肃酒泉市         |
| 河西           | 瓜州                 | 甘肃安西县         |
| 河西           | 沙州                 | 甘肃敦煌市         |
| 河南           | 灵州（西平府）       | 宁夏吴忠西北古城镇 |
| 河南           | 洪州                 | 陕西靖边县西南     |
| 河南           | 宥州                 | 内蒙古鄂托克前旗   |
| 河南           | 银州                 | 陕西横山县东       |
| 河南           | 夏州                 | 陕西靖边县北白城子 |
| 河南           | 石州                 | 陕西横山县         |
| 河南           | 盐州                 | 陕西定边县         |
| 河南           | 南威州               | 宁夏同心县         |
| 河南           | 会州                 | 甘肃靖远县         |
| 熙、秦河外之州 | 西宁州               | 青海西宁市         |
| 熙、秦河外之州 | 乐州                 | 青海乐都县南       |
| 熙、秦河外之州 | 廓州                 | 青海化隆县西南     |
| 熙、秦河外之州 | 积石州               | 甘肃循化县         |

### 武經總要記載
- 銀州
- 綏州
- 宥州
- 靈州
- 勝州
- 鹽州
- 涼州
- 甘州
- 肅州
- 沙州

### 與地廣記記載
- 銀州
- 靈州
- 勝州
- 鹽州
- 涼州
- 沙州
- 瓜州

### 西夏地形圖記載
- 興州
- 靈州
- 定州
- 銀州
- 石州
- 夏州
- 宥州
- 洪州
- 鹽州
- 懷州
- 永州
- 靜州
- 雄州
- 韋州
- 涼州
- 甘州
- 肅州
- 沙州
- 豐州
- 順州
- 瓜州

### 天盛律令記載
- 府夷州
- 中府州
- 沙州
- 瓜州
- 夏州
- 宥州
- 龍州
- 綏州
- 銀州
- 韋州
- 涼州
- 肅州

### 雜字記載
- 甘州
- 肅州
- 沙州
- 鹽州
- 威州[來源請求]
- 隆州[來源請求]
- 瓜州

## 郡
- 靈武郡
- 敦煌郡
- 五原郡
- 安化郡

## 縣
- 回樂縣
- 靈武縣
- 懷遠縣
- 保靜縣
- 朔方縣
- 德靜縣
- 寧朔縣
- 姑臧縣
- 神烏縣
- 昌松縣
- 天寶縣
- 喜麟縣
- 敦煌縣
- 壽昌縣
- 晉昌縣
- 常樂縣
- 華陽縣
- 赤原縣
- 定遠縣
- 臨河縣
- 富清縣
- 河西縣
- 真武縣
- 鳴沙縣

## 城寨堡鎮
- 永昌城
- 開邊城
- 年晉城
- 定功城
- 衛邊城
- 安持寨
- 綏遠寨
- 西明寨
- 常威寨
- 鎮羌寨
- 定羌寨
- 訛泥寨
- 宣德堡
- 安遠堡
- 唐龍鎮
- 保靜鎮
- 臨河鎮
- 懷遠鎮
- 定遠鎮
- 靈武鎮
- 洪門鎮
- 石門鎮
- 西寧
- 永便
- 孤山
- 魅拒
- 末監
- 勝全
- 邊净
- 信同
- 應建
- 爭止
- 遠攝
- 合樂

## 軍
- 豐安軍
- 清遠軍
- 赤水軍
- 大斗軍
- 建康軍
- 寧寇軍
- 玉門軍
- 墨離軍
- 神勇軍
- 祥祐軍
- 加寧軍
- 靜寨軍
- 清遠軍
- 翔慶軍
- 保大軍
- 和南軍
- 甘肅軍
- 朝順軍
- 鎮燕軍
- 賀蘭軍
- 虎控軍
- 威地軍
- 大通軍
- 宣威軍
- 鳴沙軍

## 注解
1. ↑  本條目所有機構的等級、職官設置均來自《天盛律令》卷十「司序行文門」[1]:361-379，下文不贅引。
2. ↑  史金波等譯《天盛律令》音譯爲「年斜」，《雜字·地分部第十九》漢文作「寧星」。